# Даймандзи
Даймандзи (яп. 大満寺 «Храм большого удовольствия») — буддийский храмовый комплекс, расположенный в районе Taихаку города Сэндай.

## История храма Даймандзи

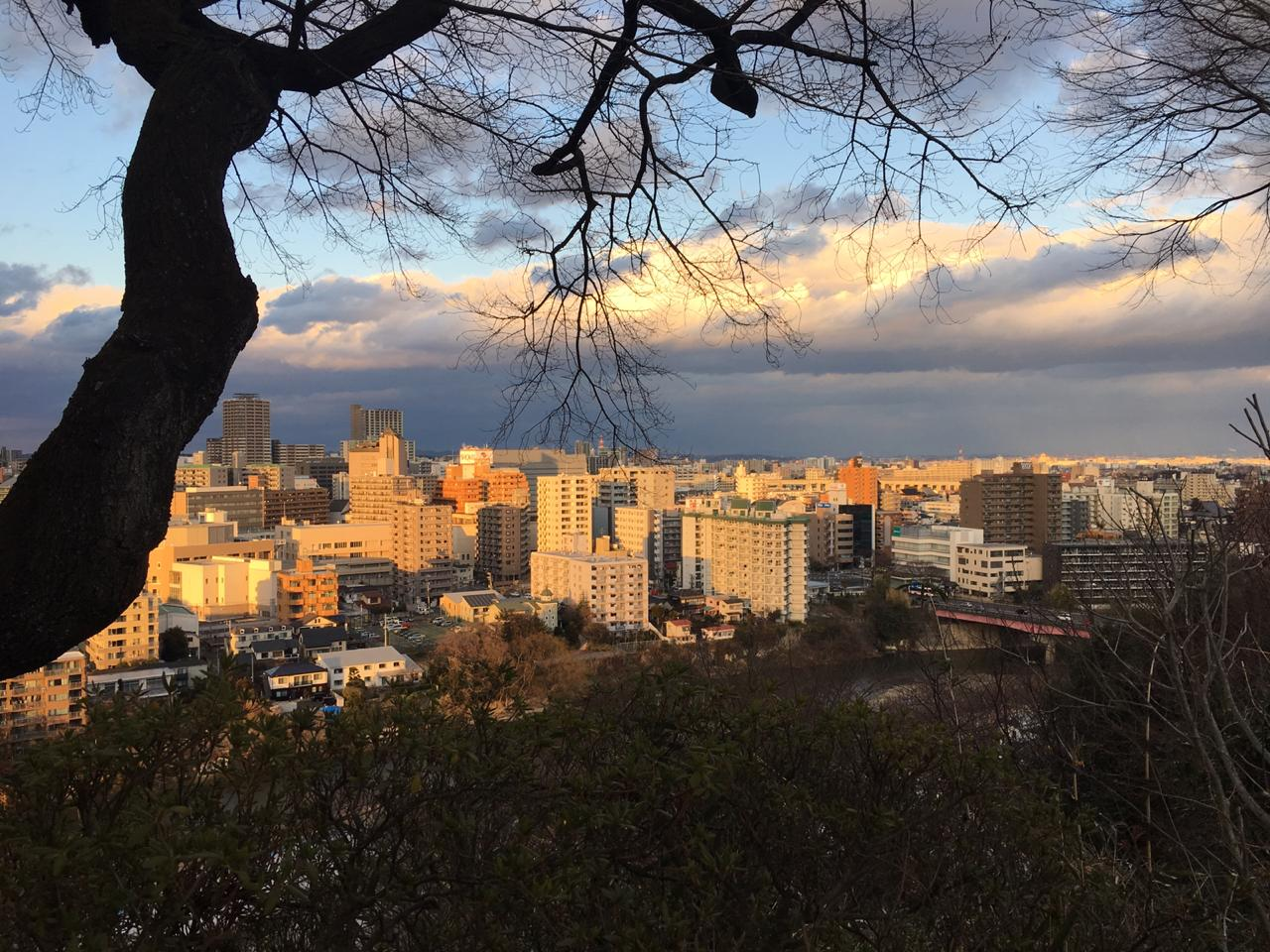
Вид на Сэндай от храма Даймандзи

Храм Даймандзи был основан и построен 800 лет назад кланом Фудзивара и первоначально находился на месте замка Аоба задолго до появления Датэ Масамунэ и основания Сэндая. Один из сорока восьми колоколов Хираидзуми был когда-то передан храму, но из-за финансовых трудностей клана колокол был утерян храмом до Реставрации Мэйдзи. Существующий колокол был поставлен во время Второй мировой войны.
В замке Аоба было пять храмов, главным из которых был храм Кокудзодо Даймандзи с его 1000 бодхисаттвами.
Храм Даймандзи сначала был перенесен из замка Аоба в мавзолей Датэ, а затем трижды переезжал пока не был перенесён в место, где находится сегодня, — западная часть горы Атаго (Сэндай). Главное здание храма, уничтоженное во время воздушного налета на Сендай 10 июля 1945 года, вскоре после войны было восстановлено..
Постройки храма выдержали землетрясения 1978 и 2011 годов.

## Описание
Храм Какудзо расположен на вершине горы с видом на город Сендай. Храм является одним из самых известных буддийских зданий раннего периода Эдо и в настоящее время является культурной собственностью города Сендай.
Основные статуи на алтаре храма Кокудзо известны как «Великие Бодхисаттва Кокудзо». В данном случае Кокудзо означает само пространство (вселенную) и означает, что его мудрость огромна, как само пространство. Рядом с главной статуей есть две другие статуи — Никко-босацу (яп. 日光菩薩) и Гэкко-босацу (яп. 月光菩薩), «Бодхисаттв солнечного и лунного света».
Алтарь обычно закрыт, и его двери открываются только раз в 12 лет. Двенадцать скульптур китайского зодиака расположены перед храмом и каждый посетитель храма может поклониться своему знаку. 
Лестница, ведущая к храму, имеет 196 каменные ступени. Вода из пруда, расположенного на храмовой территории, поступает из источника, славящегося чистотой, и, по поверью, лечебна для глаз..
На территории храма находится колокольня «Звона в 5 часов утра», известная среди жителей Сендая, и восьмиугольный храм.
Для практикования дзен в храме расположено общежитие, называемое Сёобокан (общежитие истинной Дхармы).

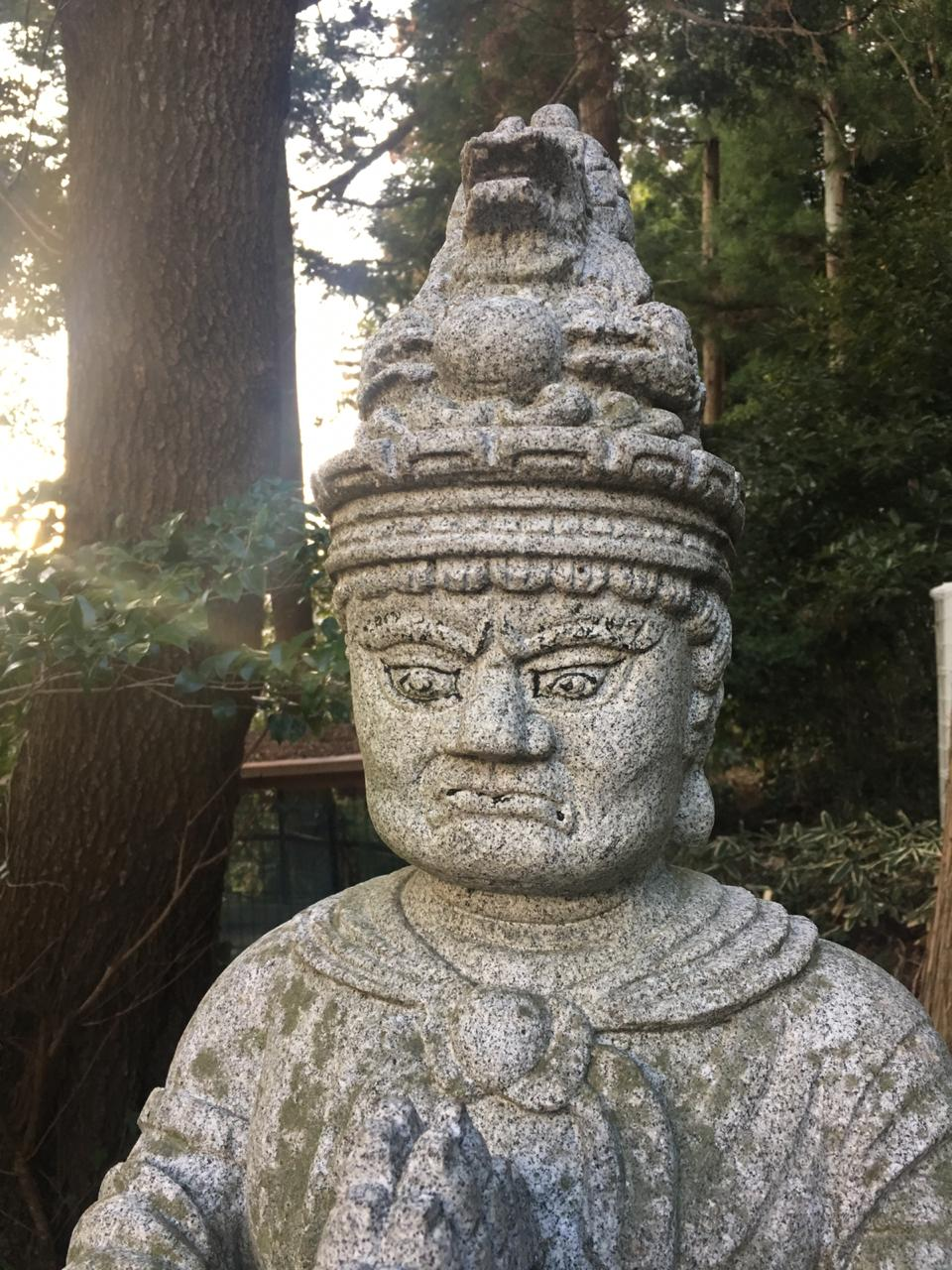
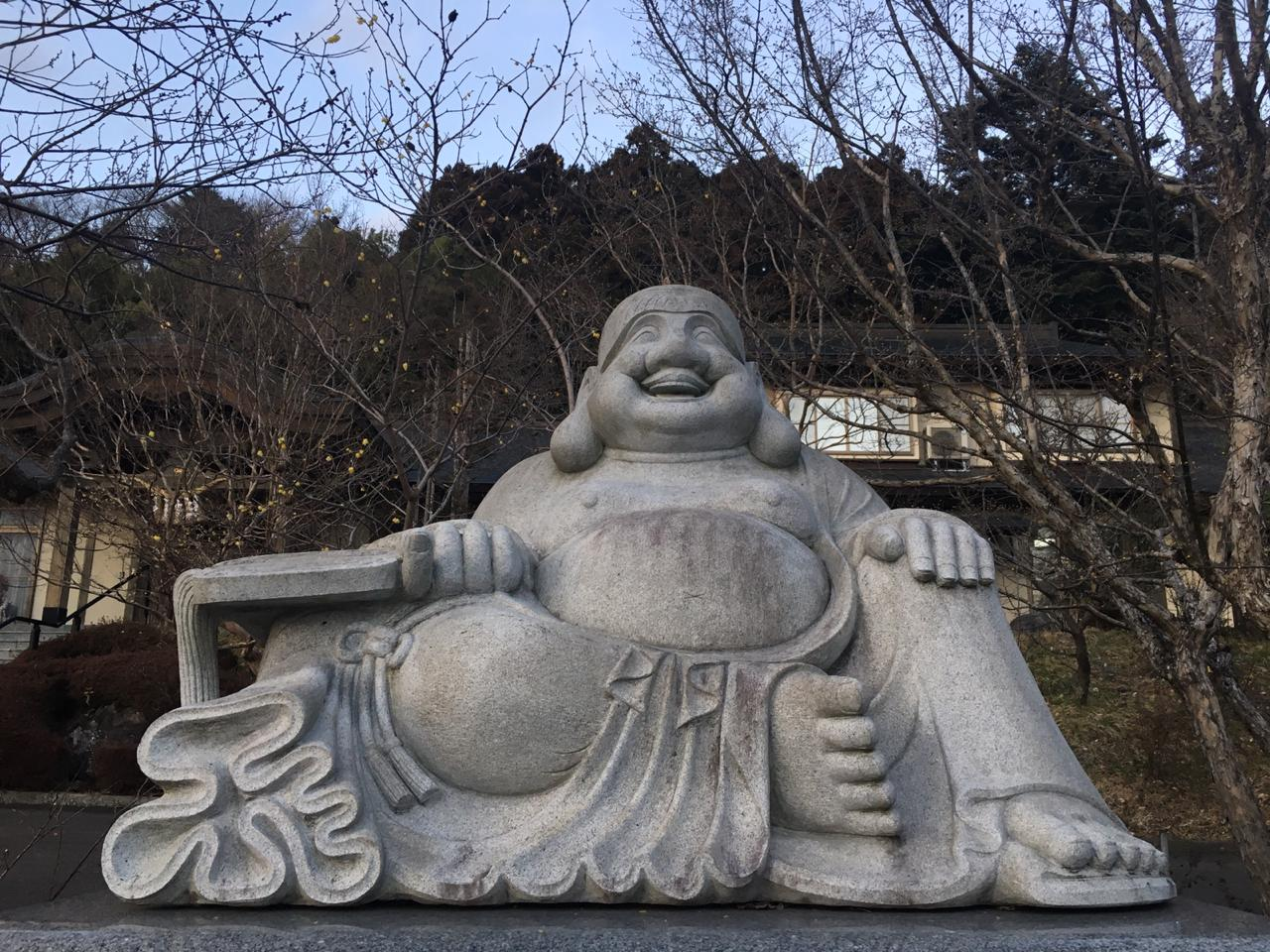
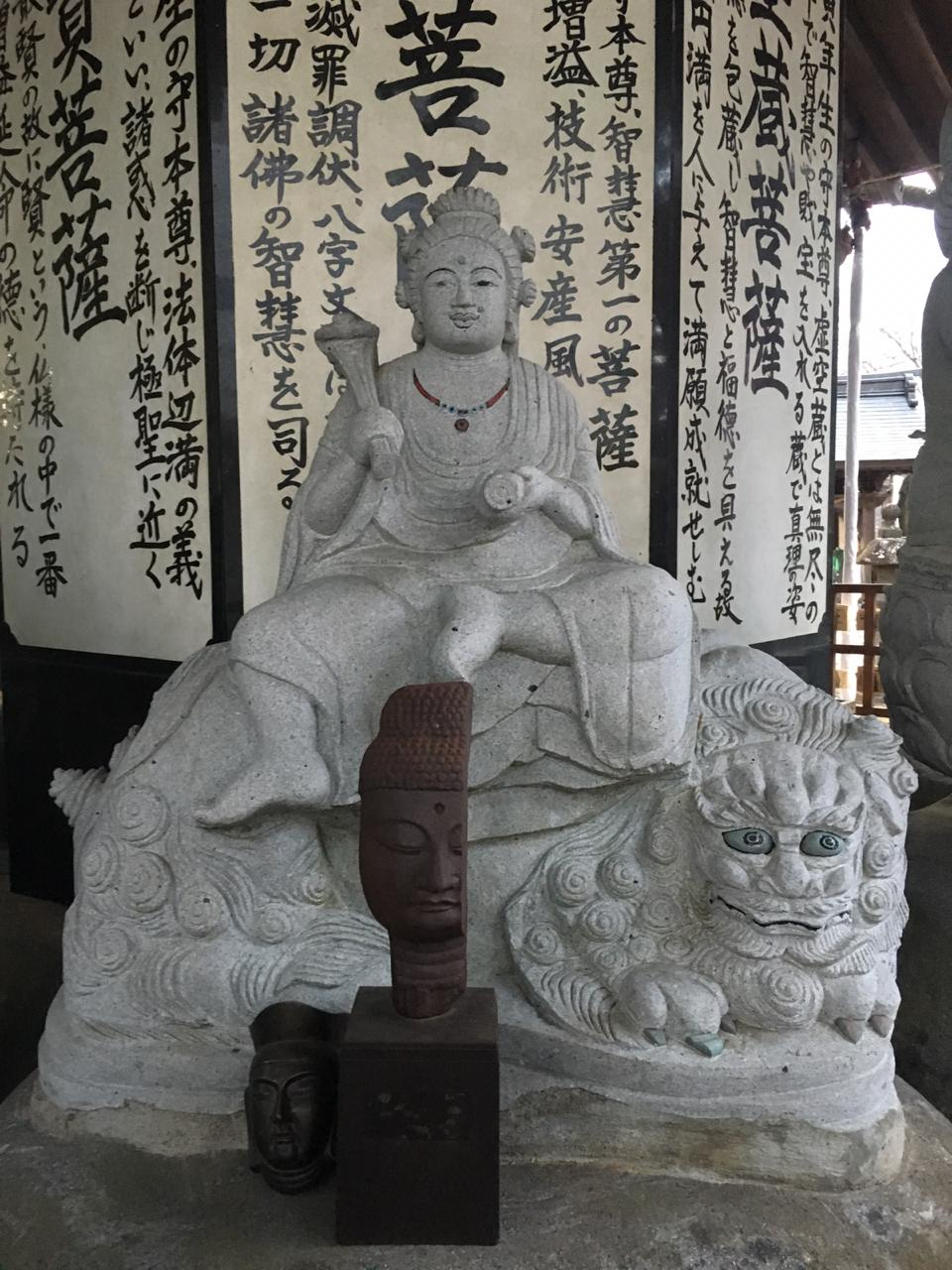
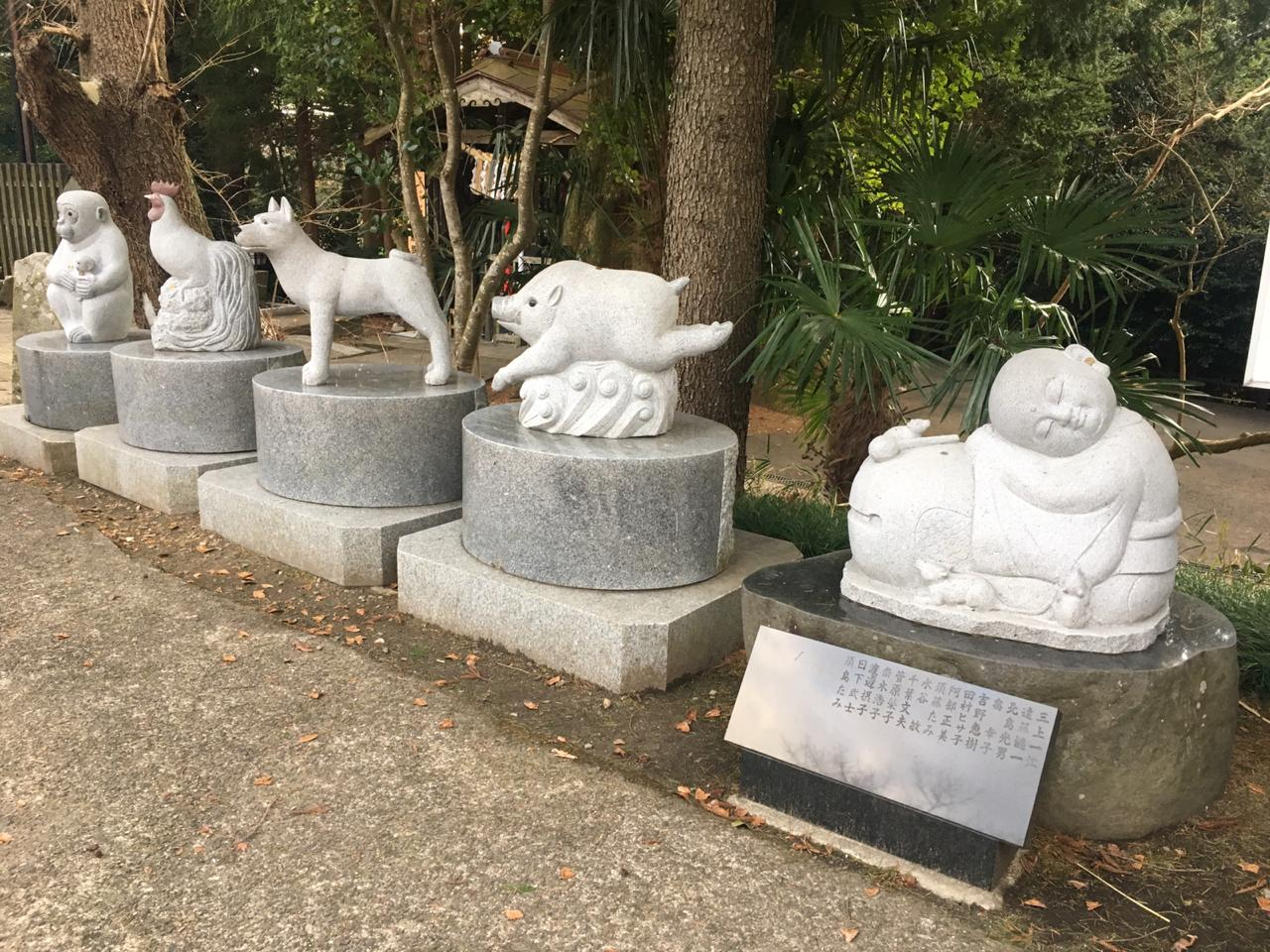
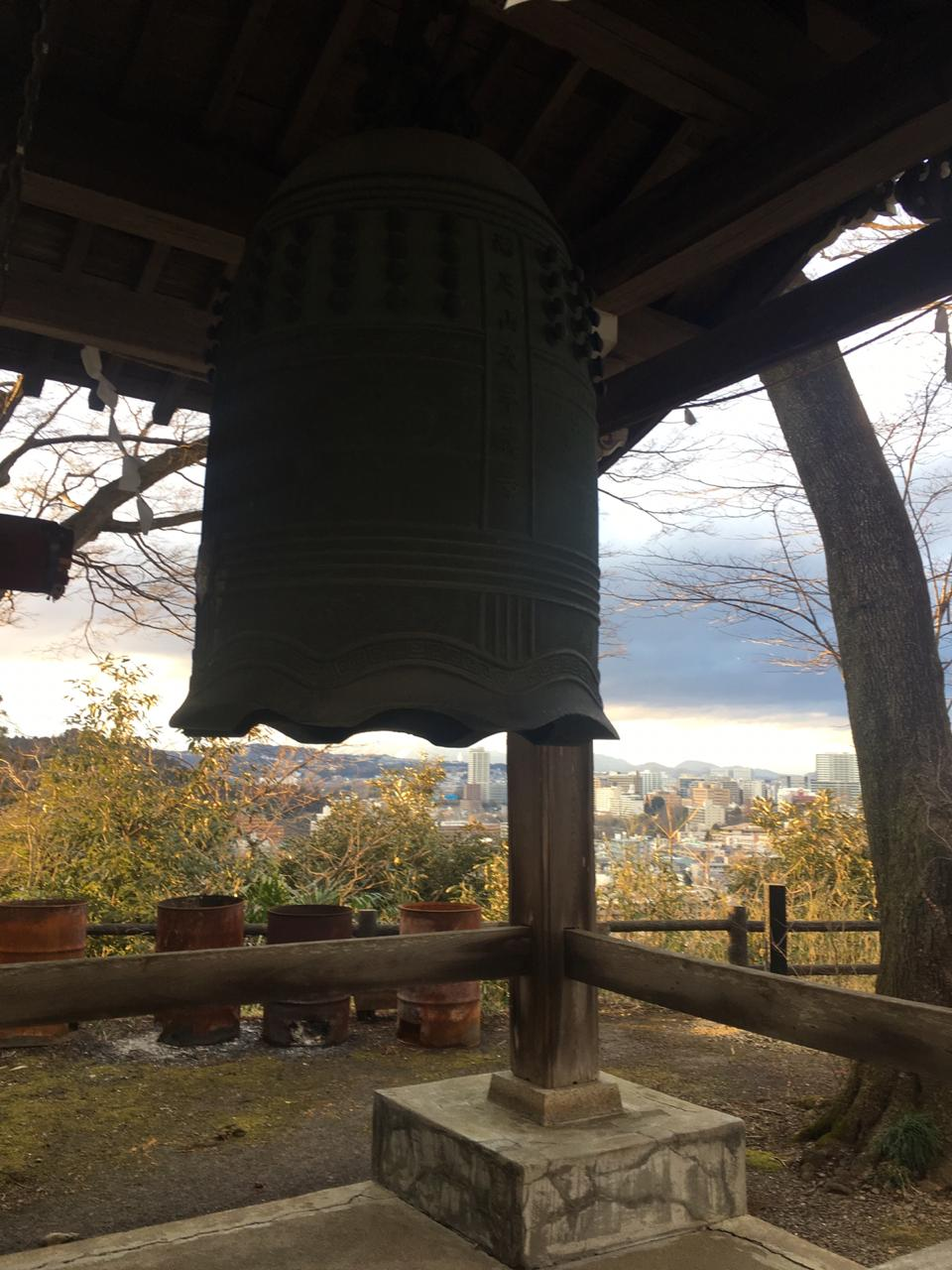